# Φ-шкала
Φ-шкала (шкала φ) (рос. фи-шкала, англ. φ scale, нім. φ Skala f) — шкала, запропонована американським геологом Вільямом Крумбейном для гранулометричного аналізу піщано-алевритових порід.
Членами φ-шкали є логарифми (φ) розміром (ε) при основі 2, взяті зі зворотним знаком
φ = -log2ε.
φ-шкала забезпечує заміну дробних значень гранулометричних фракцій, що утворюють геометричну прогресію з кроком 2, починаючи з 1, 0,5, 0,25, 0,125 …, цілими числами 0, 1, 2, 3 …